# Saint-Gingolph, Haute-Savoie
Saint-Gingolph là một xã trong tỉnh Haute-Savoie thuộc vùng Auvergne-Rhône-Alpes đông nam Pháp.